# ماثيو تورنر
ماثيو تورنر (بالإنجليزية: Matthew Turner)‏ (29 ديسمبر 1981 بنوتنغهام في المملكة المتحدة - ) هو لاعب كرة قدم بريطاني في مركز الهجوم. شارك مع منتخب إنجلترا تحت 16 سنة لكرة القدم ومنتخب إنجلترا تحت 18 سنة لكرة القدم. أما مع النوادي، فقد لعب مع نادي هرفوليه ووست بروميتش ألبيون وEastwood Town F.C. ‏ ونادي هدنسفورد تاون وCarlton Town F.C. ‏ وإيكستون تاون ‏ وGedling Town F.C. ‏.

## وصلات خارجية
- ماثيو تورنر على موقع قاعدة بيانات كرة القدم.إي يو (الإنجليزية)